# Чёртов цветок
Чёртов цветок (лат. Idolomantis diabolica) — вид богомолов из семейства эмпузовых (Empusidae), единственный в роде Idolomantis Uvarov, 1940. Название дано из-за похожего на цветок внешнего вида насекомого. Эта внешняя схожесть служит камуфляжем. Вид обитает в Восточной Африке.

## Описание

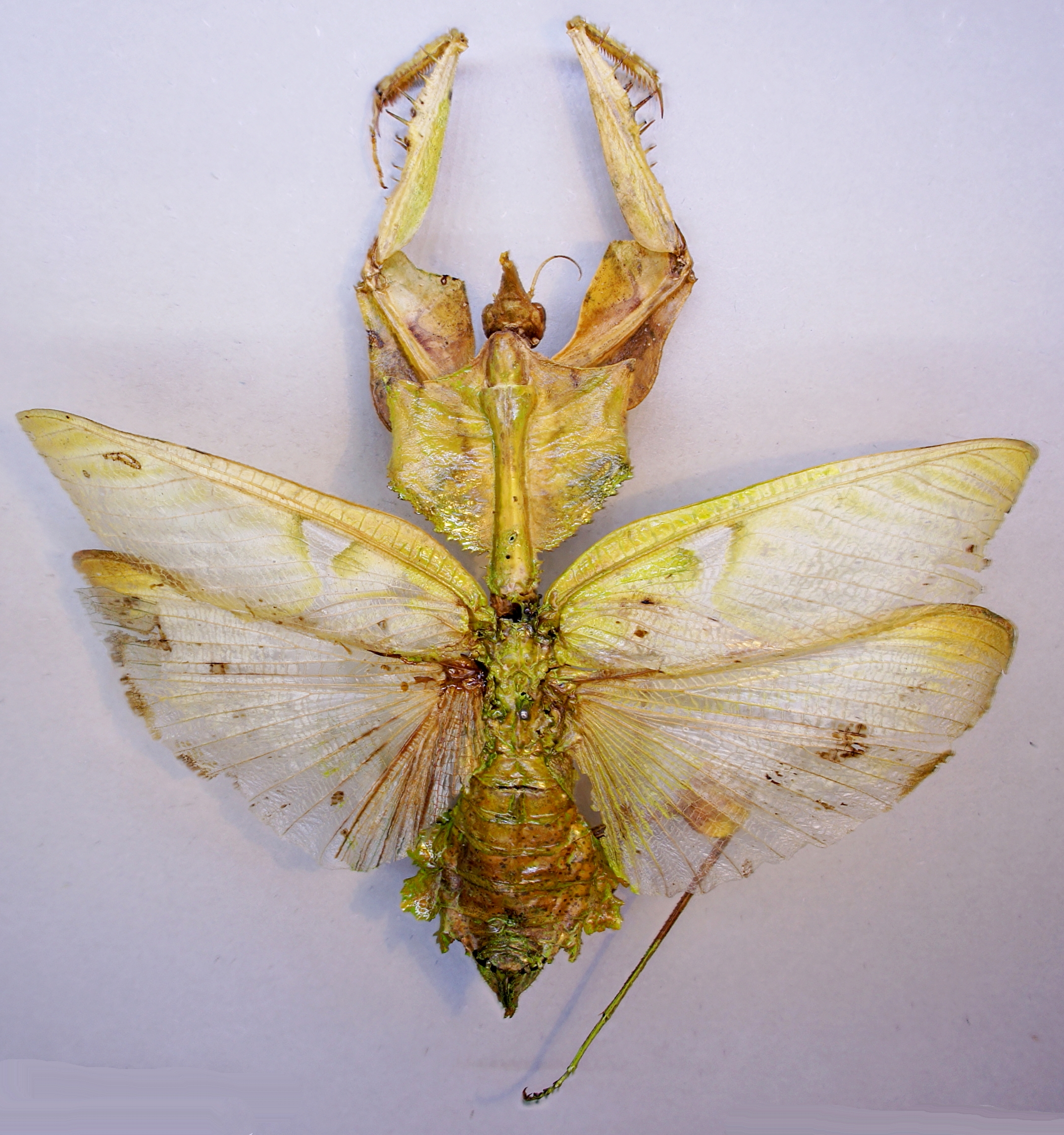
Самка

Самки достигают длины тела около 13—14 см, самцы — около 11 см. Крылья хорошо развиты у обоих полов, размах крыльев у самок составляет до 16 сантиметров. В исходном положении крылья достигают конца брюшка.
Окраска тела от светло-коричневого до зелёного цвета, но может варьировать. Личинки от чёрного до тёмно-коричневого цвета. Переднеспинка (пронотум) очень длинная и стройная, длиннее, чем хватательные конечности. Они имеют большие, листовидные выросты, которые играют значительную роль в угрожающей позе. На бёдрах передних конечностей расположены длинные шипы, между которыми всегда имеется три коротких шипа. Кроме того, на остальных конечностях и на спине также имеются листовидные придатки, которые состоят из расширенной кутикулы. Начиная от фасеточных глаз, верх головы конусообразно сужается.
Самки крупнее и массивнее самцов, имеют шесть или семь сегментов, у самцов их восемь.

## Образ жизни
Охотится из засады. Внешний вид, имитирующий листья, скрывает хищника от потенциальной добычи с одной стороны, а с другой стороны, является частью защиты от хищников.
Вид питается летающими насекомыми: мухами, бабочками, пчёлами, осами, шмелями и кузнечиками. Богомолы не питаются сверчками, которых, однако, в неволе часто используют для их кормления. При недостаточном питании у богомолов может возникнуть проблема с образованием оотеки.

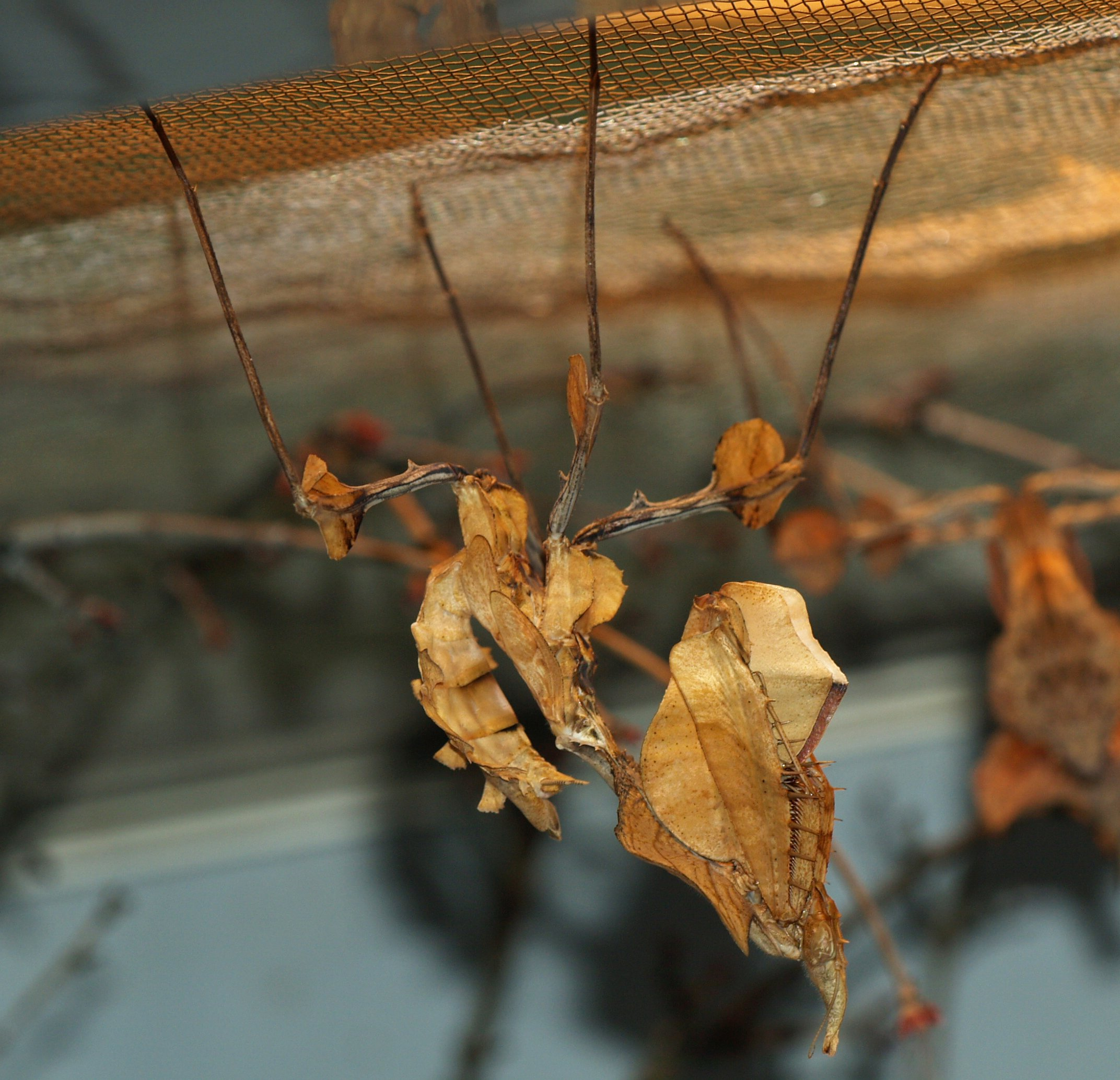
Нимфа, вид сбоку

Оотека овальной формы, от белого до грязно-белого цвета. Уже в первой личиночной стадии богомолы охотятся на зелёных падальных мух (Lucilia sericata), на которых продолжают охотиться во взрослой стадии. Восьмая линька, примерно через шесть месяцев, называется линькой зрелости. После этой окончательной линьки насекомые становятся половозрелыми. Затем самка живёт шесть-восемь месяцев, а самцы обычно погибают вскоре после спаривания.

## Распространение
Ареал вида простирается через восточно-африканские страны, такие как Эфиопия, Сомали, Кения, Малави, Танзания и Уганда.

## Систематика
Впервые вид был описан в 1869 году Анри де Соссюром как Idolum diabolica. Shelford использовал в 1903 году название Idolum diabroticum. Beier использовал его в 1934 году как синоним Idolum diabolica. В 1940 году Борис Петрович Уваров выделил вид в новый род Idolomantis.

## Содержание
Чёртов цветок известен благодаря своим размерам и окраске как «Король богомолов», и во множестве содержится в террариуме. Спрос на этих богомолов превышает предложение. При достаточном размере террариума, их можно содержать в группах. Как тропическое насекомое, чёртов цветок привык к высоким температурам, высокая влажность необходима ему для окончательной линьки и для взрослых насекомых.